# جزیره شمیدتا
جزیره شمیدتا (به لاتین: Schmidt Island) یک جزیره در روسیه است که بخشی از مجمع الجزایر سورنایا زملیا به شمار می‌رود. این جزیره تقریباً در عرض جغرافیایی ۸۱ درجه شمالی قرار دارد.

## خصوصیات
این جزیره فاقد سکنه است.